# 1984-es labdarúgó-Európa-bajnokság (selejtező – 2. csoport)
Az 1984-es labdarúgó-Európa-bajnokság selejtezőjének 2. csoportjának mérkőzéseit tartalmazó lapja. A csoportban Finnország, Lengyelország, Portugália és a Szovjetunió szerepelt. A csapatok körmérkőzéses, oda-visszavágós rendszerben játszottak egymással.
A csoportelső Portugália kijutott az 1984-es labdarúgó-Európa-bajnokságra.

## Tabella
| Hely. | Csapat        | M | Gy | D | V | G+ | G– | Gk  | P  | Továbbjutás                            |     | Portugália | Szovjetunió | Lengyelország | Finnország |
| ----- | ------------- | - | -- | - | - | -- | -- | --- | -- | -------------------------------------- | --- | ---------- | ----------- | ------------- | ---------- |
| 1.    | Portugália    | 6 | 5  | 0 | 1 | 11 | 6  | +5  | 10 | Kijutott az 1984-es Európa-bajnokságra |     | —          | 1–0         | 2–1           | 5–0        |
| 2.    | Szovjetunió   | 6 | 4  | 1 | 1 | 11 | 2  | +9  | 9  |                                        |     | 5–0        | —           | 2–0           | 2–0        |
| 3.    | Lengyelország | 6 | 1  | 2 | 3 | 6  | 9  | −3  | 4  |                                        | 0–1 | 1–1        | —           | 1–1           |            |
| 4.    | Finnország    | 6 | 0  | 1 | 5 | 3  | 14 | −11 | 1  |                                        | 0–2 | 0–1        | 2–3         | —             |            |

## Mérkőzések
Az időpontok helyi idő szerint értendők.
| 1982. szeptember 8. 18:00 |

| Finnország           | 2–3               | Lengyelország                                          |
| -------------------- | ----------------- | ------------------------------------------------------ |
| Valvee 83' Kousa 84' | (0–2) Jegyzőkönyv | Smolarek 16' (11-esből) Dziekanowski 27' Kupcewicz 72' |

| Kuopion Keskuskenttä, Kuopio Nézőszám: 3529 Játékvezető: Marcel van Langenhove (belga) |

| 1982. szeptember 22. 18:30 |

| Finnország | 0–2               | Portugália            |
| ---------- | ----------------- | --------------------- |
|            | (0–1) Jegyzőkönyv | Nené 15' Oliveira 89' |

| Olimpiai Stadion, Helsinki Nézőszám: 3132 Játékvezető: Klaus Scheurell (keletnémet) |

| 1982. október 10. 15:30 |

| Portugália        | 2–1               | Lengyelország |
| ----------------- | ----------------- | ------------- |
| Nené 2' Gomes 82' | (1–0) Jegyzőkönyv | Król 90'      |

| Estádio da Luz, Lisszabon Nézőszám: 70 000 Játékvezető: Franz Wöhrer (osztrák) |

| 1982. október 13. 19:00 |

| Szovjetunió               | 2–0               | Finnország |
| ------------------------- | ----------------- | ---------- |
| Baltacsa 2' Andrjejev 57' | (1–0) Jegyzőkönyv |            |

| Lenin Stadion, Moszkva Nézőszám: 18 000 Játékvezető: Jakob Baumann (svájci) |

| 1983. április 17. 16:00 |

| Lengyelország          | 1–1               | Finnország       |
| ---------------------- | ----------------- | ---------------- |
| Smolarek 2' (11-esből) | (1–0) Jegyzőkönyv | Janas 5' (öngól) |

| Stadion Dziesięciolecia, Varsó Nézőszám: 70 000 Játékvezető: Reidar Bjørnestad (norvég) |

| 1983. április 27. 19:00 |

| Szovjetunió                                                 | 5–0               | Portugália |
| ----------------------------------------------------------- | ----------------- | ---------- |
| Cserenkov 16' 63' Rogyionov 40' Demjanenko 53' Larionov 86' | (2–0) Jegyzőkönyv |            |

| Lenin Stadion, Moszkva Nézőszám: 82 000 Játékvezető: John Hunting (angol) |

| 1983. május 22. 17:00 |

| Lengyelország | 1–1               | Szovjetunió          |
| ------------- | ----------------- | -------------------- |
| Boniek 16'    | (1–0) Jegyzőkönyv | Wójcicki 62' (öngól) |

| Silesian Stadium, Chorzów Nézőszám: 75 000 Játékvezető: Luigi Agnolin (olasz) |

| 1983. június 1. 19:00 |

| Finnország | 0–1               | Szovjetunió |
| ---------- | ----------------- | ----------- |
|            | (0–0) Jegyzőkönyv | Blohin 75'  |

| Olimpiai Stadion, Helsinki Nézőszám: 16 966 Játékvezető: Dušan Krchňák (csehszlovák) |

| 1983. szeptember 21. 21:00 |

| Portugália                                                                        | 5–0               | Finnország |
| --------------------------------------------------------------------------------- | ----------------- | ---------- |
| Rui Jordão 18' Carlos Manuel 23' Ikäläinen 47' (öngól) José Luis 83' Oliveira 86' | (2–0) Jegyzőkönyv |            |

| Estádio José Alvalade, Lisszabon Nézőszám: 15 000 Játékvezető: Karl-Heinz Tritschler (nyugatnémet) |

| 1983. október 9. 17:00 |

| Szovjetunió               | 2–0               | Lengyelország |
| ------------------------- | ----------------- | ------------- |
| Demjanenko 10' Blohin 62' | (1–0) Jegyzőkönyv |               |

| Lenin Stadion, Moszkva Nézőszám: 72 500 Játékvezető: Jan Keizer (holland) |

| 1983. október 28. 19:00 |

| Lengyelország | 0–1               | Portugália        |
| ------------- | ----------------- | ----------------- |
|               | (0–1) Jegyzőkönyv | Carlos Manuel 32' |

| Olimpiai Stadion, Wrocław Nézőszám: 15 000 Játékvezető: Ulf Eriksson (svéd) |

| 1983. november 16. 15:00 |

| Portugália                | 1–0               | Szovjetunió |
| ------------------------- | ----------------- | ----------- |
| Rui Jordão 44' (11-esből) | (0–0) Jegyzőkönyv |             |

| Estádio da Luz, Lisszabon Nézőszám: 75 000 Játékvezető: Georges Konrath (francia) |